# Franciszek Feliks Lipski
Franciszek Feliks Lipski herbu Łada (zm. w 1643 roku) – kasztelan rawski w latach 1639–1643, kasztelan sochaczewski w latach 1631–1639, podkomorzy sochaczewski w 1623 roku, sędzia ziemski sochaczewski w latach 1621–1623, podsędek sochaczewski w 1618 roku.
Studiował w Krakowie w 1603 roku.
Był elektorem Władysława IV Wazy z ziemi sochaczewskiej w 1632 roku, podpisał jego pacta conventa. Był deputatem z Senatu na Trybunał Skarbowy Koronny w 1633 roku.